# Mauro Airez
Mauro Gabriel Airez (Buenos Aires, 26 de outubro de 1968) é um ex-futebolista profissional argentino que atuava como atacante.

## Carreira
Mauro Gabriel Airez se profissionalizou no Gimnasia La Plata.
Foi eleito como um dos atacantes do "O Onze do Centenário" do time Belenenses, de Portugal.

## Seleção
Mauro Gabriel integrou a Seleção Argentina de Futebol nos Jogos Olímpicos de 1988, de Seul.

## Títulos
Benfica
- Taça de Portugal: 1995–96